# Отто Гене
Отто Пауль Вільгельм Гене (нім. Otto Paul Wilhelm Höhne; 30 квітня 1895 — 22 листопада 1969) — німецький льотчик-ас обох світових війн, генерал-майор люфтваффе. Кавалер Лицарського хреста Залізного хреста.

## Біографія
Під час Першої світової війни Гене літав на моноплані Fokker в КЕК Nord, перш ніж ненадовго потрапив у1-шу винищувальну ескадрилью в серпні 1916 року. Потім Гене став одним з перших льотчиків, відібраних Освальдом Бельке в новосформовану 2-у винищувальну ескадрилью, в якій служив з 27 серпня 1916 до 10 січня 1917 року. У цей день був поранений в 10:30 в бою проти двомісних розвідників Sopwith. Після одужання Гене прийняв під своє командування 59-ту винищувальну ескадрилью, яку очолював з 27 грудня 1917 по 26 січня 1918 року, а потім знову повернувся командиром в 2-у винищувальну ескадрилью, але для нього почався період невезіння. Німецький ас не зміг повернути собі удачу в своїй старій ескадрильї і 20 лютого здав командування Карлу Болле. Всього за час бойових дій здобув 6 повітряних перемог.
Гене вступив в Люфтваффе в 1937 році, служив на бомбардувальниках. З 15 березня 1937 року — командир 1-ї групи 54-ї бомбардувальної ескадри, з 22 червня 1940 по 23 листопада 1941 року —.всієї ескадри. 5 вересня 1941 року Гене важко постраждав внаслідок аварії, що сталася під час зльоту його бомбардувальника Heinkel 111 з аеродрому Олау. Після цього він уже не повернувся до фронтової роботи, але командував військовою авіашколою в Фюрстенфельдбруку.

## Нагороди
- Залізний хрест
  - 2-го класу (2 серпня 1915)
  - 1-го класу (17 жовтня 1916)
- Нагрудний знак військового пілота (Пруссія) (13 травня 1916)
- Почесний кубок для переможця у повітряному бою
- Нагрудний знак «За поранення» в чорному (5 червня 1918)
- Королівський орден дому Гогенцоллернів, лицарський хрест з мечами (22 серпня 1918)
- Пам'ятний знак пілота (Пруссія)
- Сілезький Орел
  - 2-го класу (18 червня 1921)
  - 1-го класу (1 липня 1921)
  - 1-го класу з дубовим листям (16 липня 1921)
- Почесний хрест ветерана війни з мечами
- Нагрудний знак пілота
- Пам'ятна нарукавна стрічка «Винищувальна ескадрилья Бельке №2 1916/18» (10 грудня 1935)
- Медаль «За вислугу років у Вермахті» 4-го класу (4 роки)
- Медаль «У пам'ять 1 жовтня 1938»
- Застібка до Залізного хреста
  - 2-го класу (12 травня 1940)
  - 1-го класу (30 травня 1940)
- Лицарський хрест Залізного хреста (5 вересня 1940)
- Авіаційна планка бомбардувальника в бронзі
- Фотографія рейхсмаршала в срібній рамці (1 вересня 1941)
- Хрест Воєнних заслуг 2-го класу з мечами